# Biston swettaria
Biston swettaria là một loài bướm đêm trong họ Geometridae.